# サカグチムラサキシジミ
サカグチムラサキシジミ（学名：Arhopala sakaguchii ）は、チョウ目（鱗翅目）アゲハチョウ上科シジミチョウ科に分類されるチョウの一種。フィリピン固有種。

## 分布
名義タイプ亜種はネグロス、マリンドゥケ、パナイに分布する。ミンドロ産の個体は別亜種 ( A. s. monstrosa ) になっている。

## 形態
前翅長は約20mm-24.5mm。ムラサキシジミ属は多くの種を含む大属で裏面の斑紋がよく似た種が多く、同定に悩まされる。　本種はトリオノエアムラサキシジミ (A. trionoea)　によく似ているが、裏面の斑紋が不明瞭、メス翅表の色彩が明るい空色などで区別できる。

## 生態
低山地帯で採集されているが、個体数は多くない。5月採集のデータが多いが、今のところ年1回の発生とは判断しがたい。

種名の語源：京都大学名誉教授　阪口浩平博士に因む。